# Ai no Utagoe o Kikasete
Ai no Utagoe o Kikasete (アイの歌声を聴かせて?, Ai no Utagoe o Kikasete), noto globalmente con il titolo inglese Sing a Bit of Harmony è un film film d'animazione del 2021, scritto e diretto da Yasuhiro Yoshiura ed animato da J.C.Staff.

## Trama
In un futuro prossimo l'intelligenza artificiale è ampiamente integrata nella vita quotidiana.
In una cittadina giapponese Satomi Amano, studentessa liceale tranquilla e un po’ solitaria, viene improvvisamente coinvolta in un evento: nella sua classe arriva una nuova studentessa di nome Shion Ashimori. Carismatica, allegra, atletica, attira subito l'attenzione dei compagni di classe, tra cui Tōma, un giovane genio dell’informatica amico d’infanzia di Satomi.
Shion naconde tuttavia un segreto: non è umana, ma un’IA avanzata in fase di test, sviluppata in segreto dalla madre di Satomi che lavora per una compagnia tecnologica. La missione con cui è stata istruita Shion è semplice quanto insolita: rendere Satomi felice. Per farlo, si comporta in modo vivace, spontaneo e imprevedibile, spesso cantando canzoni per esprimere le sue emozioni e portare gioia attorno a sé.
Nel corso della storia si sviluppano nuove relazioni tra i personaggi, mentre Shion (nonostante la sua natura) dimostra una profonda capacità di comprensione e affetto. Tuttavia, la sua vera natura rischia di essere scoperta, e le autorità dell'azienda vogliono bloccare il progetto per motivi di sicurezza.

## Sviluppo
Il film è stato annunciato da Funimation 10 settembre 2020 in coproduzione con J.C.Staff. 
Il film è stato diretto da Yasuhiro Yoshiura. Yoshiura e Ichirō Ōkouchi hanno co-scritto la sceneggiatura, Kanna Kii ha disegnato il character design originale, Shuichi Shimamura ha progettato i personaggi per l'animazione ed è anche il capo supervisore dell'animazione, e Hidekazu Shimamura ha ricoperto il ruolo di supervisore dell'animazione. Ryo Takahashi ha composto la musica e Yohei Matsui ha scritto le canzoni. 
Il 6 aprile 2021 Funimation ha pubblicato il priom trailer del film.

## Ricezione
In Giappone nel 2022 ha ricevuto una nomina all'Award of the Japanese Academy al miglior film d'animazione.
Nell'ottobre 2021 ha vinto l'Audience Award al festival cinematografico Scotland Loves Animation. Ha anche vinto il Best Animation Film Award al New York City Film & Television Festival del 2021 ed è entrato finalista ai New York Animation Film Awards 2021 come miglior lungometraggio d'animazione.

## Adattamento manga
Un adattamento manga illustrato da Megumu Maeda è stato serializzato sulla rivista di manga seinen di Kodansha Monthly Afternoon dal 24 giugno 2021 al 25 luglio 2022.
La storia è stata raccolta in tre volumi tankōbon. Il primo è stato pubblicato in Giappone il 21 ottobre 2021.